# Liên bang Mali
Liên bang Mali (tiếng Pháp: Fédération du Mali) là một liên bang ở Tây Phi liên kết các thuộc địa Pháp Senegal và Cộng hòa Sudan (hoặc Sudan thuộc Pháp) trong thời gian chỉ có hai tháng vào năm 1960. Nó được thành lập vào ngày 4 tháng 4 năm 1959 với tư cách là một lãnh thổ tự trị trong Cộng đồng Pháp và trở nên độc lập sau khi đàm phán với Pháp vào ngày 20 tháng 6 năm 1960. Hai tháng sau, vào ngày 19 tháng 8 năm 1960, các nhà lãnh đạo Cộng hòa Sudan tại Liên bang Mali đã huy động quân đội tấn công Senegal, và các nhà lãnh đạo Senegal trong liên bang đã trả đũa bằng cách huy động giới hiến binh (cảnh sát quốc gia); điều này dẫn đến tình trạng căng thẳng, và dẫn đến việc Senegal rút khỏi liên bang vào ngày hôm sau. Các quan chức Cộng hòa Sudan đã chống lại sự giải thể này, cắt đứt quan hệ ngoại giao với Senegal và thách thức đổi tên đất nước của họ thành Mali. Trong thời gian tồn tại ngắn ngủi của Liên bang Mali, thủ tướng của nó là Modibo Keïta, người sẽ trở thành Tổng thống đầu tiên của Cộng hòa Mali sau khi Liên bang Mali giải thể, và chính phủ của nó có trụ sở tại Dakar, Senegal.

## Bối cảnh
Sau Thế chiến II, các thuộc địa của Tây Phi thuộc Pháp bắt đầu thúc đẩy đáng kể để tăng quyền tự quyết và xác định lại mối quan hệ thuộc địa của họ với Pháp. Sau cuộc khủng hoảng tháng 5 năm 1958, các thuộc địa của Tây Phi thuộc Pháp đã có thể tuyên bố độc lập ngay lập tức hoặc tham gia Cộng đồng Pháp được tổ chức lại (một thỏa thuận sẽ cho các thuộc địa tự quyết trong khi duy trì quan hệ với Pháp). Chỉ Guinea ủng hộ việc độc lập hoàn toàn và các thuộc địa khác của Tây Phi thuộc Pháp ủng hộ việc tham gia Cộng đồng Pháp.
Trong cuộc bầu cử năm 1958 để quyết định vấn đề độc lập, hai tổ chức lớn đã phân chia khu vực Tây Phi: Hiệp hội Dân chủ Châu Phi (tiếng Pháp: Rassemblement Démocratique Africanain, thường được gọi là RDA) và Đảng Liên minh Châu Phi (tiếng Pháp: Parti du Regroupement, thường được gọi là PRA). Hai nhóm khu vực của các tổ chức đấu tranh chống lại nhau về vấn đề độc lập và mức độ quan hệ với Pháp. RDA là đảng cầm quyền ở các thuộc địa Bờ Biển Ngà, Sudan thuộc Pháp và Guinea trong khi PRA là một đảng cầm quyền lớn ở Senegal và nhiều quốc gia khác. Hai tổ chức này cũng là một phần của các chính phủ liên minh ở Thượng Volta, Niger và Dahomey thuộc Pháp. Trong khi họ đấu tranh với nhau để định hình tương lai chính trị của khu vực, Mauritania trở thành trung gian hòa giải mọi bế tắc. Cuộc bỏ phiếu năm 1958 đã quyết định một số thành viên của các tổ chức. RDA đã tổ chức một đại hội vào ngày 15 tháng 11 năm 1958 để thảo luận về kết quả bầu cử trước đó và sự phân chia trở nên rõ ràng hơn khi Modibo Keïta từ Sudan thuộc Pháp và Doudou Gueye từ Senegal tranh luận về một liên bang sẽ bao gồm Pháp và các thuộc địa trong một hệ thống thống nhất. Tuy vậy, Félix Houphouët-Boigny của Bờ Biển Ngà bác bỏ ý tưởng này. Đại hội đã kết thúc trong sự bế tắc giữa các bên.

## Thành lập

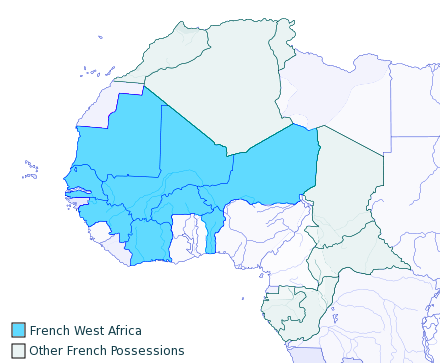
Các thuộc địa của Tây Phi thuộc Pháp.

Cuối tháng 11 năm 1958, Sudan thuộc Pháp, Senegal, Thượng Volta và Dahomey đều tuyên bố ý định gia nhập Cộng đồng Pháp và thành lập một liên bang liên kết bốn thuộc địa với nhau. Sudan thuộc Pháp và Senegal, mặc dù có sự chia rẽ lâu dài giữa các đảng chính trị lớn của họ, là những nước thúc đẩy nhiệt tình nhất cho liên bang, nhưng Dahomey và Thượng Volta lại do dự hơn khi muốn gia nhập liên bang. Sudan thuộc Pháp đã kêu gọi đại diện của mỗi quốc gia trong số bốn quốc gia, với Mauritania là quan sát viên, đến Bamako từ ngày 28 đến ngày 30 tháng 12 để thảo luận về việc thành lập liên bang. Modibo Keïta của Mali được chỉ định là chủ tịch của đại hội và Léopold Sédar Senghor của Senegal là lãnh đạo chủ chốt về nhiều vấn đề, bao gồm cả việc phát triển tên gọi Liên bang Mali.
Mặc dù Thượng Volta và Dahomey tuyên bố chính thức ủng hộ liên bang, và họ thậm chí còn thông qua Hiến pháp Liên bang Mali vào ngày 28 tháng 1 năm 1959, do áp lực chính trị từ Pháp và Bờ Biển Ngà, cả hai đều phản đối liên bang mặc dù vì những lý do rất khác nhau, dẫn đến không phê chuẩn một hiến pháp sẽ bao gồm họ trong liên bang. Kết quả là chỉ có các thuộc địa của Sudan thuộc Pháp (nay được gọi là Cộng hòa Sudan) và Senegal tham gia vào các cuộc thảo luận về việc thành lập liên bang vào năm 1959.